# Información asimétrica

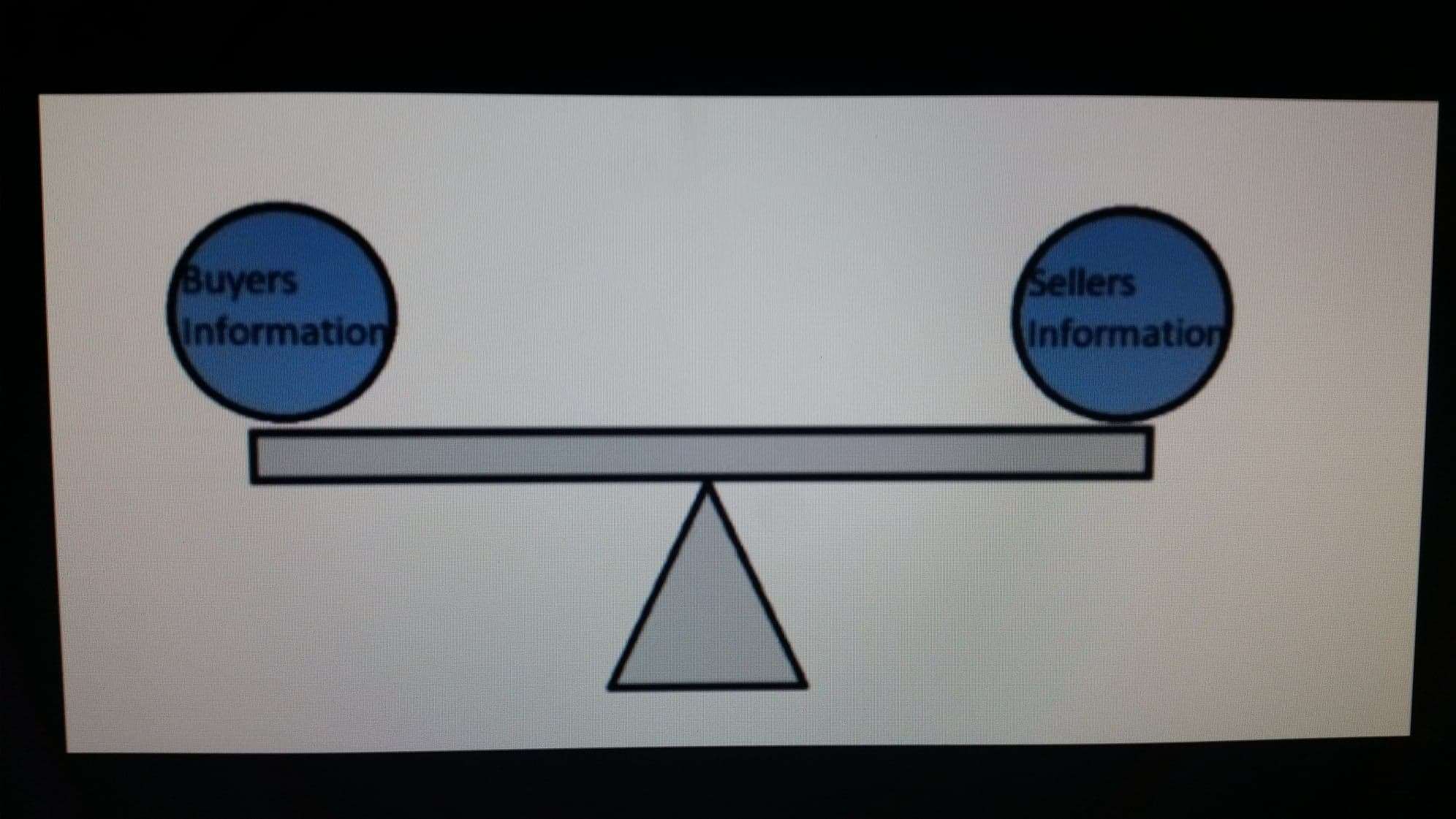
Equilibrio de poder con información perfecta.

Existe información asimétrica en un mercado cuando una de las partes que intervienen en una compraventa no cuenta con la misma información que la otra sobre el producto, servicio o activo objeto de la compraventa.
Esta teoría supone una ruptura de la teoría de los precios en un sistema de competencia perfecta. Esta información asimétrica conduce a un fallo de mercado, que proporciona un resultado económico ineficiente.
La información asimétrica existe porque el vendedor de un producto conoce más y mejor el producto que quiere vender que el comprador. En el mundo financiero se plantean también múltiples casos de información asimétrica porque un prestatario sabe más sobre su solvencia que el prestamista y los clientes de las entidades aseguradas conocen mejor su riesgo particular que la entidad aseguradora. En los contratos financieros de préstamos, la asimetría nace de que el acreedor o prestamista no posee información suficiente sobre el uso que el deudor dará a los fondos objeto del crédito. Como los prestamistas saben claramente su desventaja, aumentarán el tipo de interés y denegarán el otorgamiento del préstamo.
En 2001, los economistas, Joseph Stiglitz, George Akerlof y Michael Spence, recibieron el Premio en Ciencias Económicas en memoria de Alfred Nobel por sus análisis de los mercados con información asimétrica.[cita requerida] Otros destacados economistas como Kenneth Arrow, William Vickrey y James Mirrlees también han hecho importantes aportaciones al tema de la información asimétrica.[cita requerida]

## Causas
Según Guillermo Llorente, del Departamento de Finanzas de la Universidad Autónoma de Madrid (UAM), se puede dar por varios motivos:[cita requerida]
- Que exista una fuerte relación entre la calidad y el precio de los bienes, el crédito y la tasa de interés, la productividad del trabajo y la tasa de salario real.
- Que los incentivos y el proceso de screening influyen en las decisiones económicas.
- Que el papel de factores distintos del mecanismo de precios determina la asignación de los recursos productivos, particularmente capital y trabajo y, en general.
- Que la determinación de la escasez y de la información relevante es ajena a los precios, salarios y tasas de interés porque depende de los contratos, la reputación y la ausencia de suficientes mercados de futuros.

## George Akerlof y la información asimétrica en los mercados de coches de segunda mano
Akerlof, en su artículo The Market for Lemons: Quality Uncertainty and the Market Mechanism, estudió el mercado de coches usados, suponiendo que existiesen dos tipos de coches usados, los de buena calidad y los de baja calidad, denominados lemons en inglés (literalmente, "limones"), que podría equivaler a un cacharro en español. Se produce una asimetría en este mercado porque el vendedor del coche conoce la calidad de su vehículo, mientras que el comprador, solo observa el precio al que se vende, pero desconoce el estado del vehículo, lo que dificulta enormemente la posibilidad de los intercambios. Si existiesen dos mercados, uno de coches de alta calidad y otro de "cacharros", sus precios serían diferentes y los consumidores elegirían el tipo de vehículo deseado según sus preferencias. El problema comienza cuando existe un solo mercado para todos los vehículos. En este caso, si los compradores no pueden saber a priori qué tipo de automóvil es cada uno, se formará un precio digamos medio entre ambos tipos de coche; en esta situación, los vendedores de coches de alta calidad tenderán a salir del mercado, quedando solo los "cacharros" en el mercado. Los consumidores recalcularán entonces las probabilidades de encontrar un coche bueno y sus ofertas serán cada vez menores. Ante esta nueva caída de la demanda, los coches de alta calidad salen del mercado. Este proceso se repite hasta que solo los peores coches, los lemons, permanezcan en él.[cita requerida]

## Teoría financiera
"La teoría financiera realiza formulaciones teóricas sobre el valor de los activos, el funcionamiento de los mercados financieros y las relaciones entre los grupos que aportan fondos a la empresa; y para los tres ámbitos en donde se centra la teoría financiera la información asimétrica juega un punto central en la explicación de cómo se forman los precios de los activos financieros, en la eficiencia de los mercados de capitales y en la determinación de la estructura de capital en una empresa. Así mismo, los efectos de la asimetría informativa han tenido eco en las distintas teorías de la empresa: la teoría de los costos de transacción, de los derechos de propiedad y de la teoría de la agencia. 
La información asimétrica en la teoría financiera genera todo un campo de estudio que se tiende a interrelacionar con los aspectos más relevantes, en cuanto a los conflictos que aparecen producto de que alguna de las partes que intervienen en una transacción, maneja un tipo de información que la otra parte no dispone, generando la aparición de comportamientos oportunistas en relación con la toma de decisiones financieras, en la formación de precios, en la valoración de activos financieros y en el conflicto entre propiedad y control. 
La teoría financiera en este aspecto reconoce que la información se genera y que sirve de insumo para la toma de decisiones, se distribuye de manera asimétrica, provocando una serie de trastornos que implican estudios profundos para conocer los factores que causan la asimetría informativa y plantear soluciones que puedan minimizar su impacto o influencia en las decisiones financieras".